# Selma Lagerlöf
Selma Ottiliana Lovisa Lagerlöf (20 tháng 10 năm 1858 – 16 tháng 3 năm 1940) là nữ nhà văn Thụy Điển, đoạt giải Nobel Văn học năm 1909. Bà là nhà văn nữ đầu tiên trên thế giới đoạt giải thưởng này.

## Tiểu sử và sự nghiệp
Selma Lagerlöf sinh ở tỉnh Värmland, Thụy Điển. Năm 1888, bà lên Stockholm học trường Sư phạm nữ Hoàng gia. Sau khi tốt nghiệp, Lagerlöf dạy học ở Landskrona (miền cực Nam Thụy Điển). Tại đây, bà bắt đầu viết tiểu thuyết đầu tay Truyền thuyết Gösta Berlings (1891), cuốn sách được tặng giải nhất của một cuộc thi văn học và mang lại danh tiếng cho nữ nhà văn trẻ, từ đó bà đã quyết định dành trọn đời mình cho sự nghiệp sáng tác văn học.
Từ giữa thập niên 1890, được nhận trợ cấp của vua Oscar II và sự giúp đỡ tài chính của Viện Hàn lâm Thụy Điển, Selma Lagerlöf đi du lịch qua các nước Ý, Palestine, Ai Cập và viết các tác phẩm Những phép lạ của tên nghịch Chúa và tác phẩm đỉnh cao của mình là Jerusalem. Năm 1904 bà được tặng huy chương vàng của Viện Hàn lâm khoa học Thụy Điển. Với số tiền bán sách, bà đã mua lại trang trại của gia đình bị bán đi trước đây do túng thiếu. Năm 1906 Lagerlöf xuất bản cuốn tiểu thuyết nổi tiếng nhất của mình, được cả thế giới yêu thích, là Chuyến phiêu lưu kỳ thú của Nils Holgerssons trên khắp Thụy Điển. Năm 1909, bà được trao giải Nobel vì những tác phẩm đã kết hợp được sự trong sáng và giản dị của ngôn ngữ, vẻ đẹp của văn phong và trí tưởng tượng phong phú với sức mạnh đạo lý và độ sâu của các cảm xúc tín ngưỡng. Những năm sau đó, bà tiếp tục viết về vùng quê Värmland với những truyền thuyết và giá trị văn hóa của nó, đồng thời tích cực tham gia các hoạt động xã hội, phong trào phụ nữ, chống chiến tranh. Bà đã giúp nhiều nhà hoạt động văn hóa Đức thoát khỏi sự truy bức của chủ nghĩa phát xít, trong đó có nữ nhà văn Nelly Sachs, người nhận giải Nobel Văn học năm 1966 cùng với nhà văn Samuel Agnon. Selma Lagerlöf mất tại nhà riêng năm 81 tuổi.

### Tác phẩm

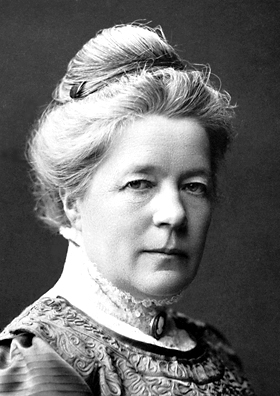
Selma Lagerlöf

- Truyền thuyết Gösta Berlings (1891), tiểu thuyết
- Những xiềng xích vô hình (1894), tập truyện ngắn
- Những phép lạ của tên nghịch Chúa (1897), tiểu thuyết
- Các nữ vương xứ Kungahälla (1899), tập truyện ngắn
- Jerusalem (1901-1902), tiểu thuyết hai tập
- Huyền thoại về Jesus (1904)
- Chuyến phiêu lưu kỳ thú của Nils Holgerssons trên khắp Thụy Điển (1906) truyện thiếu nhi
- Cô bé từ trang trại đầm lầy (1907), truyện thiếu nhi
- Ngôi nhà của Liljecrona (1911), tiểu thuyết
- Người xà ích (1912), tiểu thuyết
- Hoàng đế nước Bồ Đào Nha (1914), tập truyện
- Troll và mọi người (1915), tập truyện
- Kẻ lùi bước (1918), tiểu thuyết
- Mårbacka (1922), tự truyện về thời thơ ấu
- Charlotte Löwensköld (1925), tiểu thuyết
- Chiếc nhẫn của dòng họ Lowenskolds (1925), tiểu thuyết